# Eldelek
Eldelek, Çamlıdere est un village de Turquie dans le district de Çamlıdere dans la région de l'Anatolie centrale.